# Jassa morinoi
Jassa morinoi är en kräftdjursart som beskrevs av Chris Conlan 1990. Jassa morinoi ingår i släktet Jassa och familjen Ischyroceridae. Inga underarter finns listade i Catalogue of Life.